# Могошешть-Сірет (комуна)
Могошешть-Сірет, Могошешті-Сірет (рум. Mogoșești-Siret) — комуна у повіті Ясси в Румунії. До складу комуни входять такі села (дані про населення за 2002 рік):
- Могошешть-Сірет (804 особи)
- Мунчелу-де-Сус (2291 особа)
- Тудор-Владіміреску (966 осіб)

Комуна розташована на відстані 305 км на північ від Бухареста, 60 км на захід від Ясс.

## Населення
За даними перепису населення 2002 року у комуні проживала 4061 особа.
Національний склад населення комуни:
| Національність | Кількість осіб | Відсоток |
| -------------- | -------------- | -------- |
| румуни         | 4059           | > 99,9%  |
| угорці         | 2              | < 0,1%   |

Рідною мовою назвали:
| Мова      | Кількість осіб | Відсоток |
| --------- | -------------- | -------- |
| румунська | 4060           | > 99,9%  |
| угорська  | 1              | < 0,1%   |

Склад населення комуни за віросповіданням:
| Релігія            | Кількість осіб | Відсоток |
| ------------------ | -------------- | -------- |
| православні        | 3073           | 75,7%    |
| римо-католики      | 830            | 20,4%    |
| бретрени           | 35             | 0,9%     |
| адвентисти         | 10             | 0,2%     |
| п'ятдесятники      | 5              | 0,1%     |
| старообрядці       | 3              | 0,1%     |
| реформати          | 1              | < 0,1%   |
| не вказали релігію | 6              | 0,1%     |